# پرستویچ
پرستویچ (به انگلیسی: Prestwich) یک شهرک در بریتانیا است که در کلان‌شهر مستقل بری واقع شده‌است. پرستویچ ۳۱٬۶۹۳ نفر جمعیت دارد.